# Éclipse solaire du 20 mars 2034
Une éclipse solaire totale aura lieu le 20 mars 2034.

## Parcours

Carte animée de l'éclipse.

Cette éclipse totale commencera dans l'océan Atlantique, à environ 800 km au nord de la pointe est du Brésil, traversera l'océan pour entrer sur la côte équatoriale de l'Afrique, et traverser notamment le Nigeria, le Tchad où le maximum aura lieu, puis le Nord Soudan, le sud de l'Égypte. Puis, elle traversera la mer Rouge et toute la péninsule Arabique et touchera le golfe Persique, puis traversera l'Iran, l'Afghanistan, le Pakistan, l'extrémité nord de l'Inde et finir au Tibet.